# Сенжерменски мир (1679)
Сенжерменским миром из 1679. године, потписаним 29. јуна између Француске, Шведске и Бранденбурга, завршен је Сканијски рат.